# Гавриляк Роман Львович
Гавриляк Роман Львович (2 січня 1919, Надвірна— 29 червня 2018, Нью-Йорк)— фізик, член Наукового товариства імені Тараса Шевченка. Випускник Львівської Політехніки (1937– 39, 1942–43). Вояк дивізії «Галичина» (1943–45). Очолював Товариство українських інженерів Америки (1988– 91), де створив і очолював комітет комп'ютерного кодування української мови.

## Біографія
Народився 2 січня 1919 року у Надвірній в родині діловода міської управи Лева Гавриляка та вчительки української мови у дівочій школі Емілі Михайлів. Проживав на вулиці Станіславівській (сучасна назва Мазепи), 44 біля пам'ятного хреста по ліквідації кріпацтва 1848р.

### Надвірнянський період

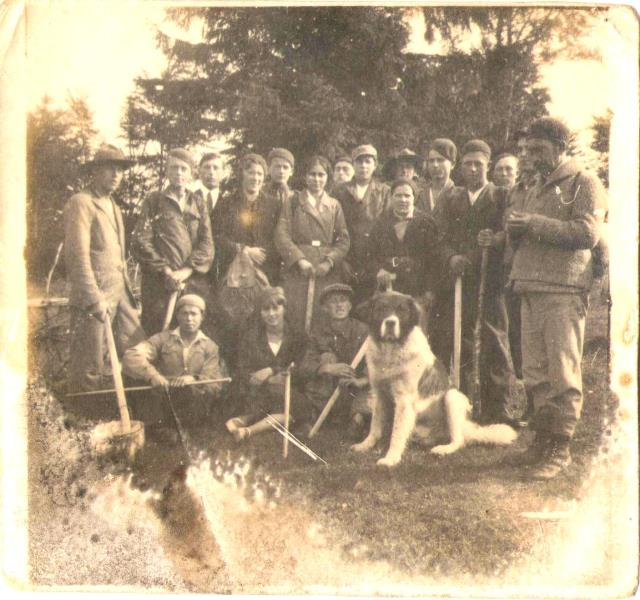
“Луг”, Надвірна, після розв’язання Пласту. Роман Гавриляк 5-ий в задньому ряді

Вступає до «Пласт» і очолює юнацький гурток «Лис» при курені імені Маркіяна Шашкевича. Йому надається пластове псевдо «Сват». Він організовує пластові збори і  теренові ігри в урочищах «Луги» і «Полянка» на березі річки Бистриця Надвірнянська  біля «Великого мосту». Разом з Р. Гринішаком у пластовій організації були брати Миколайчуки, Юрій Дунець, Йосипенко, Дмитро Келиман. Після завершення школи  для хлопців  у м. Надвірна «Сват» вступає  до Станіславської гімназії. В 1930 році польська влада забороняє «Пласт» і пластуни переходять до руханково-пожежного товариства «Луг», яким опікуються в місті доктор Валерій Банах та Микола Николайчук, адвокат Ярослав Гриневич, магістр Кость Бачинський. В Надвірнянському товаристві «Луг» Роман був особливо активним до 1937 року.

### Львівський період
1936 року він успішно закінчив  навчання у Станіславській гімназії і поступив на інженерні студії факультету машинобудування в Львівському політехнічному інституті. Після закінчення практики у Лодзі 1 вересня 1939 року «Сват» повертається до Надвірної. Далі він приїздить до Львова і записується на третій курс політехніки технічного відділення. В інституті   складають списки неблагонадійних, до яких попадає Гавриляк, у своїх спогадах він згадує: «Одного дня у Політехніці викликав мене політрук і сказав, що незабаром відбудуться великі парадні збори перших „допризовників“ в Оперному театрі, і мені треба виголосити промову. „Але ти не хвилюйся, ми тобі усе скажемо, що треба говорити“, — заспокоїв мене політрук. Я вирішив негайно переселитися до квартири Баліцького. На другий день зустрів Бориса Борисовського, і він мені каже: „Цієї ночі о 3 год. ранку за тобою приходили, втікай!“.Мені не треба було цього двічі казати— обернувся на п'яті та й зник!» Боячись арешту переїжджає до Кракова.  В 1942 році Гавриляк переїздить з Кракова до Львова, де продовжує навчання у політехніці.

### ОУН
В Кракові з допомогою активістів ОУН(м) потрапляє до табору підготовки вишколу майбутнього Українського війська. Вправних командирів і Гавриляка направляють на військовий вишкіл до Брандербурга, де крім строєвих вправ вчать стріляти з пістолета і рушниць. Дізнавши, що їх підготовлюють до охоронних функцій на підприємствах Рейху і концтаборах, Гавриляк втікає з вишколу на Волинь.  

### СС Галичина

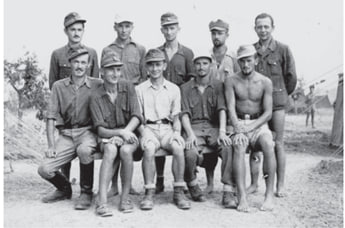
Перша управа Студентської Громади, 1945р., стоять зліва: Володимир Кришталович, Теодор Барабаш, Юрій Крук - Дроздовський, Огрест Городинський, Михайло Фостяк.Сидять: Лев Мартинюк, Роман Смулка, Дмитро Маслій (голова), Роман Припхан, Роман Гавриляк

В 1943 році Роман добровільно вступає до дивізії «Галичина». В чині хорунжого командував  групою спецназу, яка зимою була лещатарською. 10 червня 1944 року  потрапляє до полону в м. Риміні (Італія), де перебуває один рік під наглядам англійців. В Риміні в таборі полонених організовано реферантури шкільництва, преси і спорту, театр і хору. Роман стає солістом хору дивізійників під керівництвом Гуменіловича і керівником спортивної реферантури.  В 1946 році разом з товаришами організовує втечу з табору в Ріміні. Повертається до м. Мюнхен (Німеччина) до пересильного табору. В 1947році  отримує ступінь дипломованого інженера. В Німеччині займався організацією лещетарського спорту, відновленням Карпатського лещатарського клубу (КЛК), змагань та мандрівництва. В 1946р. вступив до Ватаги «Бурлаки», мандрував з ними в Баварських Альпах літом і зимою.

### Американський період

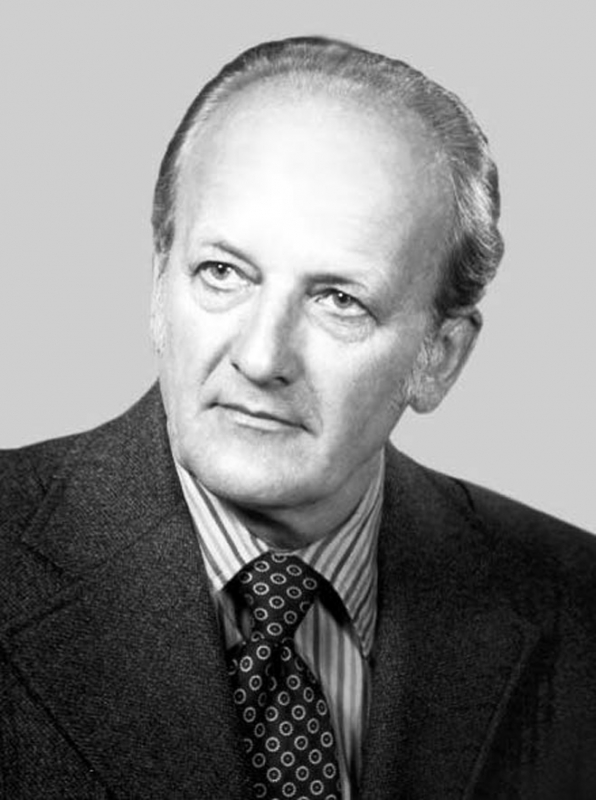
Р. Гавриляк. 1980ті роки

У 1952 році він з сім'єю переїжджає до Рочестера. В Рочестерському університеті працював у ділянці нуклеарних досліджень. одержав ліцензію професійного інженера (РЕ). Проектував та збудував циклотрон в Університеті Рочестер. З Рочестеру перейшов на працю до Колумбійського Університету, а опісля— до Національної Лабораторії Брукгейвен, де був головним інженером проекту синхротронної радіації. На цьому пості він впровадив методику вжитку комп'ютера для автоматизованого проектування структур (CAD). Він є автором патенту та декількох публікацій в наукових журналах з ділянки технoлoгiй ультрависокого вакууму. Став гoлoвою Товариства Українських Інженерів Америки в 1989—1992 роках, в якому організував та очолив Комітет комп'ютерного кодування української мови, щоб створити стандарти, котрих в 1980-х роках ще не було.
У Рочестері був виховником юнацького гуртка, кошовим, а опісля станичним. В 1956 був ватажком пластової Ватаги «Бурлаки» і тоді зорганізував перші водні табори на озерах Альґонквін Парку в Канаді. через непорозуміння і конфлікт  у Карпатському лещатарського клубі (КЛК) в 1968р. вийшов з Пласту. Був теж головою КЛК і організував відзначення 50-ліття цього клубу в 1974 році. Перебував в управі Українського Музею в Нью-Йорку, в котрій був головою будівельного комітету, під час стадії проектування і будови нового будинку. Відзначений Хрестом за Особливі Заслуги від Братства Ветеранів Першої Української дивізії Української Національної Армії.
Помер 29 червня 2018 року.

## Особисте життя
Був одружений з Лідою Годованець (+ 1974), у шлюбі народилася донька  Христина.  По смерті дружини одружився вдруге в 1976 з Марійкою Тершаковець.